# Aphelandra anderssonii
Aphelandra anderssonii är en akantusväxtart som beskrevs av D. C. Wasshausen. Aphelandra anderssonii ingår i släktet Aphelandra och familjen akantusväxter. Inga underarter finns listade i Catalogue of Life.